# Pyrostria socotrana
Pyrostria socotrana là một loài thực vật có hoa trong họ Thiến thảo. Loài này được (Radcl.-Sm.) Bridson miêu tả khoa học đầu tiên năm 1987.